# Вдовиченко Галина Костянтинівна
Гали́на Костянти́нівна Вдовиче́нко (народилась 21 червня 1959, Печенга (Петсамо) Мурманська область) — українська письменниця та журналістка. Член PEN Ukraine.

## Життєпис
У дитинстві часто переїжджала разом з родиною. Навчалась у школах Івано-Франківська, Надвірної, Рави-Руської, Москви, постійно бувала у бабусі з дідом у містечку Отинія Коломийського району Івано-Франківської області, на батьківщині батька.
Закінчила філологічний факультет Львівського національного університету ім. Івана Франка.
Живе у Львові. До 2017 року працювала заступницею головного редактора щоденної газети «Високий Замок».
Має доньку та сина.

## Літературна праця
Галина Вдовиченко дебютувала у 2008 році з романом «Пів'яблука», який вийшов у видавництві «Нора-Друк» (Київ) і став лідером продажів на стенді видавництва під час роботи Львівського Форуму видавців-2008. Перший тираж книжки розійшовся протягом місяця.
Другий роман Вдовиченко «Замок Гербуртів» здобув першу премію у номінації «романи» на конкурсі «Коронація слова — 2009», вийшов у світ під назвою «Тамдевін» у видавництві «Нора-Друк». Лише на Львівському Форумі видавців-2009 було продано 985 примірників роману «Тамдевін».
У 2010 році вийшов роман «Хто такий Ігор?» («Нора-Друк»).
У 2011 році у видавництві «Грані-Т» вийшла перша книжка Вдовиченко для дітей — казкова повість «Мишкові Миші» з ілюстраціями художниці Анни Сарвіри. У 2017 році «Видавництвo Старого Лева» перевидало повість - з ілюстраціями Інни Черняк.
Того ж року у видавництві «Клуб сімейного дозвілля» (Харків) виходить роман «Бора», а у видавництві «Фоліо» (Харків) — антологія малої прози «20 письменників сучасної України», до якої увійшло оповідання письменниці «Брат».
2012 рік: роман «Купальниця» (видавництво «Клуб сімейного дозвілля») та участь у збірці видавництва «Фоліо» «27 регіонів України» (оповідання «Вулиця Дадугіна — вулиця Довбуша» про Івано-Франківщину).
2013 рік: з виходу казкової повісті «Ліга непарних шкарпеток» у видавництві «Клуб сімейного дозвілля» започатковано україномовну серію книжок для дітей. Галина Вдовиченко та Лариса Денисенко стали упорядницями антології «Жити-Пити. 40 градусів життя» — збірки творів сучасних українських письменників(-ць) про алкоголь, до якої увійшло оповідання «Вікно» («Клуб Сімейного Дозвілля»). У видавництві «Фоліо» побачила світ антологія «Історія України очима письменників» (оповідання «Княгиня та вогняна саламандра»). Наприкінці 2013-го року у видавництві «Клуб сімейного дозвілля» одночасно вийшли роман «Пів'яблука» у новій авторській редакції та продовження цього роману — «Інші пів'яблука». «Видавництво Старого Лева» видало збірку «13 різдвяних історій», серед яких — «Повернення до Матроської тиші» Вдовиченко.
2014 рік: у «Клубі Сімейного Дозвілля» — колективна збірка оповідань «Ода до радості» (упорядниця Галина Вдовиченко), оповідання «Запах скошених кульбабок». Участь в антології видавництва «Фоліо» «Україна-Європа» (уривок «Пінзель у Парижі»), у збірці «Видавництва Старого Лева» «Друзі незрадливі» (оповідання «Умка, Умас, Умич»), та в авторському проєкті Оксани Забужко «Літопис самовидців: дев'ять місяців українського спротиву», упорядниця Тетяна Терен, видавництво «Комора».
2015 рік: у «Видавництві Старого Лева» вийшла повість-казка для дітей «36 і 6 котів». У видавництві «Клуб сімейного дозвілля» — колективна збірка «Волонтери. Мобілізація добра», укладачка Ірена Карпа (до збірки увійшло оповідання «Госпіталь. Розвантажувальні дні»). У цьому ж видавництві побачила світ авторська збірка Вдовиченко — роман «Тамдевін» (нове видання), а також «Вовчі історії замку Гербуртів», а на Форумі видавців-2015 «Клуб сімейного дозвілля» презентував роман «Маріупольський процес». За результатами Всеукраїнського рейтингу «Книжка року 2015» роман опинився у топ-7 у номінації «Красне письменство. Жанрова література». Участь у колективній збірці «Маслини на десерт» («Фоліо», серія «Добрі історії») — оповідання "Никифор та інші чоловіки у грі «Вірю-не вірю»). Участь у колективній збірці «Львів. Кава. Любов» (КСД).
2016 рік: книжка для малечі «Засинай. Прокидайся» («Видавництво Старого Лева»), участь у колективній збірці з серії «Дорожні історії» КМ БУКС «Аеропорт і…». Авторська збірка малої прози «Ось відкрита долоня» у видавництві «Клуб Сімейного Дозвілля».
2017 рік: продовження повісті-казки для дітей «36 і 6 котів» — «36 і 6 котів-детективів» («Видавництво Старого Лева»). «36 і 6 котів» — ще й шрифтом Брайля («Фонд родини Нечитайло»). Книжка «Мишкові Миші з продовженням» — повість для дітей «Мишкові Миші» та її продовження — «Зірковий час Мишкових Мишей», ілюстрації Інни Черняк («Видавництво Старого Лева»). Участь у «Хрестоматії сучасної української дитячої літератури для читання в 3, 4 класах», серія «Шкільна бібліотека» («Видавництво Старого Лева») — уривок «Найдовші вуса» з книжки «36 і 6 котів». Участь у збірках «Львів — місто натхнення. Література» («Видавництво Старого Лева») і «То є Львів. Колекція міських історій» («Видавництво Старого Лева»). Упорядниця колективної збірки «Зелене яблуко, срібні мечі» — подорожні оповідання та есе після мандрівок Добромильським краєм (ЛА «Піраміда»).
2018 рік: книжка для дітей «Сова, яка хотіла стати жайворонком», художнє оформлення Христини Лукащук (видавництво «Чорні вівці» — «Книги-ХХІ»). У «Видавництві Старого Лева» вийшла книжка для дітей «Чорна-чорна курка» з ілюстраціями Наталки Гайди. «Фонд родини Нечитайло» видав шрифтом Брайля «36 і 6 котів-детективів». Участь у колективних збірках: «Це зробила вона» («Соломія Крушельницька», видавництво «Видавництво»), «Лялька. Оповідання про дитинство» («Начебто про ведмедика», «Видавництво Старого Лева») та «19 різдвяних історій» (оповідання «Лорд, вівсянка і любов», «Видавництво Старого Лева»).
2019 рік: «Видавництво Старого Лева» видало книжку «Пів'яблука. Інші пів'яблука» — два романи в новій авторській редакції. На Дитячому Форумі та Книжковому Арсеналі презентували третю книжку з серії — «36 і 6 котів-компаньйонів» («Видавництво Старого Лева», ілюстрації Наталки Гайди). Вийшли шрифтом Брайля «Мишкові Миші з продовженням» та «Чорна-чорна курка» («Фонд родини Нечитайло»). У «Видавництві Старого Лева» побачило світ нове видання «Ліги непарних шкарпеток» з ілюстраціями Арсена Джанікяна. Повість «36 і 6 котів» стала переможицею у номінації «Дитяча література (проза)» на фестивалі Book Space Fest у Всеукраїнському літературному конкурсі прозових україномовних видань. Книжка «Сова, яка хотіла стати жайворонком» (художнє оформлення Христини Лукащук, видавництво «Чорні вівці») увійшла до міжнародного каталогу «Білі круки 2019» («White Ravens 2019»).
Вийшов роман «Найважливіше — наприкінці» (Видавництво Старого Лева).
У листопаді 2019 року у «Видавництві Старого Лева» — книжки «Котохатка» (художнє оформлення Наталії Гайди) і колективна збірка «Казки під ялинку» (в ній казка «Муха-несплюха», ілюстрації Наталії Гайди).
2020-й рік. Книжка для дітей «Містельфи». Книжка «36 і 6 котів-компаньйонів» увійшла до короткого списку премії «Львів — місто літератури ЮНЕСКО». Побачила світ колективна збірка есеїв Українського осередку Міжнародного ПЕН-клубу «Мости замість стін».
2021-й рік. У «Видавництві Старого Лева» — четверта книжка з серії про 36 і 6 котів — «36 і 6 котів-рятувальників» у художньому оформленні Наталії Гайди.
Центр дитячої літератури в Латвії оголосив список колекції книг «Журі для дітей, молоді та батьків-2021», до якого потрапила книжка «36 un 6 kaki»(«36 і 6 котів» у перекладі латиською). На студії анімації «Червоний собака» розпочато роботу над мультсеріалом за книжкою «Чорна-чорна курка» (режисерка Наталія Гайда, сценарій Галини Вдовиченко і Наталії Гайди).
2022-й. У березні-квітні на Фейсбуці можна було прочитати нові історії для дітей "Казки-22" і "Казки на листівках" з ілюстраціями маріупольської художниці Анастасії Пономарьової. У травні ці казки вийшли у світ на листівках (дизайн Юлії Балаби) на кошти, які зібрала художниця, накладом 12 тисяч. Згодом "Карітас" надрукував ще 12 тисяч. Казки роздавали на зустрічах з маленькими читачами і надсилали в бібліотеки. У вересні-жовтні на студії звукозапису Ресурсного центру Львівської Політехніки ці казки перетворилися на аудіокнижку (у вільному доступі), а у листопаді у Ресурсному центрі вийшла книжка "Казки-2022" в універсальному дизайні: шрифтом Брайля, звичайним шрифтом для зрячих і озвучена версія з QR-кодом на обкладинці. 
Наприкінці 2022 року у "Видавництві Старого Лева" вийшла книжка для дітей "Життя іграшкових овечок" з ілюстраціями Олександра Шатохіна.
2023-й рік. У "Видавництві Старого Лева" — книжка для дітей "Метелики перетворюються", проілюстрована Софією Руновою.
2024-й. До серії "36 і 6..." для дітей додалася нова книжка - "36 і 6 собак", "Видавництво Старого Лева", художнє оформлення Наталки Гайди. Наприкінці року вийшли два романи під однією обкладинкою "Тамдевін. Бора" (ВСЛ, серія "Новітня класика"), художнє оформлення Оксани Йориш. А також "Книжечка-мандрівочка. Львів" (творча група авторів, текст Галини Вдовиченко), ВСЛ.
2025-й рік. "Як написати книгу. Концентрований курс письменницької майстерності". Колективна збірка, Видавництво Stretovych (розділ "Мотивація і натхнення").

## Відзнаки
- Спеціальна відзнака конкурсу «Коронація слова-2008» «Вибір видавців» (перша в історії конкурсу) — за роман «Пів'яблука».
- Диплом «Дебют 2008 року» у номінації «Найкращий автор» від книготоргової мережі ЕМПІК
- Друге місце у конкурсі «Найкраща українська книга-2009» за версією читачів та журі тижневика «Кореспондент» (роман «Пів'яблука»).
- Роман «Замок Гербуртів» (Тамдевін") отримав першу премію у номінації «романи» на Всеукраїнському конкурсі романів, п'єс та кіносценаріїв «Коронація слова»-2009.
- Перше місце у номінації «Оригінально оформлене та проілюстроване видання» на Міжнародному дитячому фестивалі у Львові (травень 2011), відзнака «Книжкового Левеня» (казкова повість «Мишкові миші»).
- Друге місце у номінації «Світ дитинства» та третє місце у номінації «Мистецтво друку» у національному конкурсі «Найкраща книга України» (2011), засновник — Держкомтелерадіо України (казкова повість «Мишкові миші»).
- У 2011 році роман «Бора» увійшов до п'ятірки фіналістів «Книги року Бі-Бі-Сі».
- Перша премія у номінації «прозові твори для дітей» у Всеукраїнському конкурсі романів, п'єс та кіносценаріїв «Коронація слова»-2012 — за казкову повість «Ліга непарних шкарпеток».
- «Ліга непарних шкарпеток» потрапила до п'ятірки фіналістів конкурсу «Дитяча Книга року ВВС — 2013».
- У «Гранд Коронації слова-2015» у номінації «гранд романи» переміг роман «Маріупольський процес». За результатами Всеукраїнського рейтингу «Книжка року 2015» роман — у топ-7 у номінації «Красне письменство. Жанрова література».
- На Книжковому Арсеналі у Києві у квітні 2016 року дитяче журі конкурсу «Волохатий олівець» нагородило повість «36 і 6 котів» відзнакою «Лиса ручка» — «За найсмішнішу книжку року».
- 2017 — відзнака «Золотий письменник України».
- В грудні 2018 року книжка «Сова, яка хотіла стати жайворонком» здобула перемогу в номінації «Ілюстрована книжка року» в «Топ БараБуки».[5]
- Книжка «36 і 6 котів» перемогла у номінації «Дитяча література (проза)» на фестивалі Book Space Fest — 2019 у Всеукраїнському літературному конкурсі прозових україномовних видань.
- Книжка «Сова, яка хотіла стати жайворонком» (художнє оформлення Христини Лукащук, видавництво «Чорні вівці») потрапило до міжнародного каталогу «Білі круки 2019» («White Ravens 2019»). «Білі круки» — це престижний щорічний каталог книжкових рекомендацій в галузі міжнародної дитячої та юнацької літератури, книжки до якого обирає за критеріями літературного стилю, дизайну, універсальності теми, новаторства Міжнародна молодіжна бібліотека в Мюнхені (International Youth Library). До цьогорічного списку у 2019 році увійшло 200 книг 37 мовами із 59 країн.
- Книжка «36 і 6 котів-компаньйонів» потрапила до короткого списку премії «Львів — місто літератури ЮНЕСКО»-2020.
- Книжка «Містельфи» опинилася в короткому списку «Топ БараБуки 2020».
- «36 un 6 kaki» («36 і 6 котів» латиською мовою) потрапили до 28-ми рекомендованих експертами книжок — у колекцію «Журі для дітей, молоді та батьків-2021» (Латвія).
- Весною 2022 року завдяки голосам дітей у Латвії книжка «36 un 6 kaki» («36 і 6 котів») здобула перемогу за результатами національного книжкового «Журі для дітей, молоді та батьків» (Латвія) у категорії 9+ (років)
- 2023 — Номінована від України на Меморіальну премію Астрід Ліндгрен - Astrid Lindgren Memorial Award (ALMA) Меморіальна премія імені Астрід Ліндгрен
- Книжка "Метелики перетворюються" з ілюстраціями Софії Рунової - в короткому списку Топ БараБуки-2023 і переможниця у номінації "книжка-картинка року".
- Вдруге номінована на Меморіальну премію Астрід Ліндгрен - Astrid Lindgren Memorial Award (ALMA)-2025 Меморіальна премія імені Астрід Ліндгрен